# Tour de Colombie 1981
Le Tour de Colombie 1981, qui se déroule du 16 au 29 juin 1981, est une épreuve cycliste remportée par le Colombien Fabio Parra. Cette course est composée de quinze étapes.

## Classement général
| Classement final | Classement final      | Classement final | Classement final    | Classement final   |
|                  | Coureur               | Pays             | Équipe              | Temps              |
| ---------------- | --------------------- | ---------------- | ------------------- | ------------------ |
| 1er              | Fabio Parra           | Colombie         | Lotería de Boyacá A | en 43 h 2 min 56 s |
| 2e               | Julio Alberto Rubiano | Colombie         | Perfumería Yaneth   | + 1 min 12 s       |
| 3e               | Epifanio Arcila       | Colombie         | Cerveza Pilsen      | + 2 min 47 s       |
| modifier         |                       |                  |                     |                    |